# Pyrausta ornamentalis
Pyrausta ornamentalis là một loài bướm đêm trong họ Crambidae.